# Veldenz
Veldenz là một đô thị ở huyện Bernkastel-Wittlich và là thủ phủ cũ của huyện Veldenz, một công quốc có 120 làng và các đô thị ở Rheinland-Pfalz ngày nay. Đô thị Veldenz có diện tích 14,41 km², dân số thời điểm ngày 31 tháng 12 năm 2006 là 943 người.
Đô thị Veldenz nằm ở vùng Mittelmosel, một thung lũng rộng. Veldenz nằm ở hữu ngạn sông Mosel và có cự ly khoảng 2 km phía hạ lưu rừng Hunsrueck.Veldenz có hai đơn vị dân cư Veldenz và Thalveldenz. Các đô thị giáp ranh là Burgen và Mülheim. Các thị xã chính gần nhất có Bernkastel-Kues (khoảng 10 km) và Wittlich (cách khoảng 17 km). Trier cách khoảng 45 km.
Kinh tế chủ yếu là trồng nho và du lịch.